# Marcelo Trobbiani
Marcelo Antonio Trobbiani Ughetto (Casilda, 1955. február 15. –) világbajnok argentin válogatott labdarúgó, edző.

## Pályafutása

### Klubcsapatban
A Boca Juniors egyik legígéretesebb fiatal tehetségének számított az 1970-es években. A felnőtt csapatban 1973-ban mutatkozott be, 1976-ban pedig metropolitano bajnoki címet szerzett a Boca tagjakén. Ugyanabban az évben Spanyolországba szerződött az Elche csapatához, ahol négy évig játszott. Ezt követően 1980-ban a Real Zaragoza játékosa volt.
1981-ben visszatért a Boca Juniorshoz, ahová Diego Maradona társaságában szerződött. Ennek eredményeként a megerősített Boca megnyerte 1981-es metropolitano bajnokságot. 1982-ben az Estudiantes csapatához került, ahol a későbbi világbajnok szövetségi kapitány Carlos Bilardo volt az edzője. 1982-ben metropolitano, 1983-ban pedig nacional bajnoki címet szerzett klubjával. Később játszott még a kolumbiai Millonarios csapatában, majd 1985-ben ismét az Elche együtteséhez szerződött.
1987-ben visszatért Argentínába az Estudiantes csapatába, de egy évvel később ismét továbbállt. 1988-ban Chilébe szerződött a Cobreloába, mellyel megnyerte a chilei bajnokságot. 1989-ben Ecuadorba távozott, ahol a Bercalonát erősítette három éven keresztül.

### A válogatottban
1974 és 1986 között 15 alkalommal szerepelt az argentin válogatottban és 1 gólt szerzett. Tagja volt az 1986-os világbajnokságon győztes csapat keretének. A tornára Bilardo biztonsági tartalékként válogatta be és összesen két percet kapott, az NSZK elleni döntő végén.

### Edzőként
Miután befejezte a pályafutását edzősködni kezdett. Peruban az Universitario, a Cienciano, a Sport Huancayo csapatainál dolgozott, míg Chilében a Provincial Osorno és a Cobreloa együtteseit irányította. 2012 és 2013 között az argentin U20-as válogatott szövetségi edzője volt.

## Sikerei, díjai

### Játékosként
Boca Juniors
- Argentin bajnok (2): 1976 Metropolitano, 1981 Metropolitano

Estudiantes
- Argentin bajnok (2): 1982 Metropolitano, 1983 Nacional

Cobreloa
- Chilei bajnok (1): 1988

Barcelona SC
- Ecuadori bajnok (1): 1991

Argentína
- Világbajnok (1): 1986